# Morten Olsen
Morten Per Olsen (* 14. srpna 1949, Vordingborg, Dánsko) je bývalý dánský fotbalový obránce či záložník a později fotbalový trenér dánského národního týmu. Ve fotbalovém prostředí byl k dubnu 2013 jediným mužem, který dosáhl mety 100 a více absolvovaných zápasů v národním týmu jako hráč i jako trenér. V letech 1983 a 1986 získal v Dánsku ocenění Fotbalista roku.

## Reprezentační kariéra
Olsen odehrál za dánský reprezentační výběr do 21 let pět zápasů, v nichž jednou skóroval.
V A-týmu Dánska zažil debut 23. září 1970 v domácím utkání s Norskem během turnaje Nordic Tournament 1970. Byla to vítězná premiéra, Dánsko porazilo svého soupeře 1:0. Celkem odehrál 102 zápasů a vstřelil 4 góly.
Zúčastnil se Mistrovství Evropy 1984 ve Francii, kde Dánsko podlehlo v semifinále Španělsku 5:4 na penalty (po prodloužení byl stav 1:1) i následujícího Mistrovství Evropy 1988 v Západním Německu (Dánsko skončilo s 0 body již v základní skupině A).

## Trenérská kariéra
Během své trenérské dráhy působil v klubech Brøndby IF, 1. FC Köln a Ajax Amsterdam. Od roku 2000 trénuje A-mužstvo Dánska, které dovedl na MS 2002 (prohra 0:3 v osmifinále s Anglií), EURO 2004 (porážka 0:3 ve čtvrtfinále s Českou republikou), MS 2010 (vyřazení v základní skupině E) a EURO 2012 (vyřazení v základní skupině B).
Roku 2015 po 15 letech ukončil své působení u národního týmu, poté co jeho svěřenci neuspěli v baráži o EURO 2016 proti Švédsku.